# Camp d’Esports del M.I. Consell General
Camp d’Esports del M.I. Consell General – nieistniejący już mały stadion piłkarski w Andorra la Vella, stolicy Andory. Został otwarty w 1971 roku. Stadion miał pojemność 500 osób i gościł rozgrywki Primera Divisió i Segona Divisió.
Na jego miejscu w latach 2013–2014 powstał Estadi Nacional, stadion narodowy.